# Кукленський монастир (Болгарія)

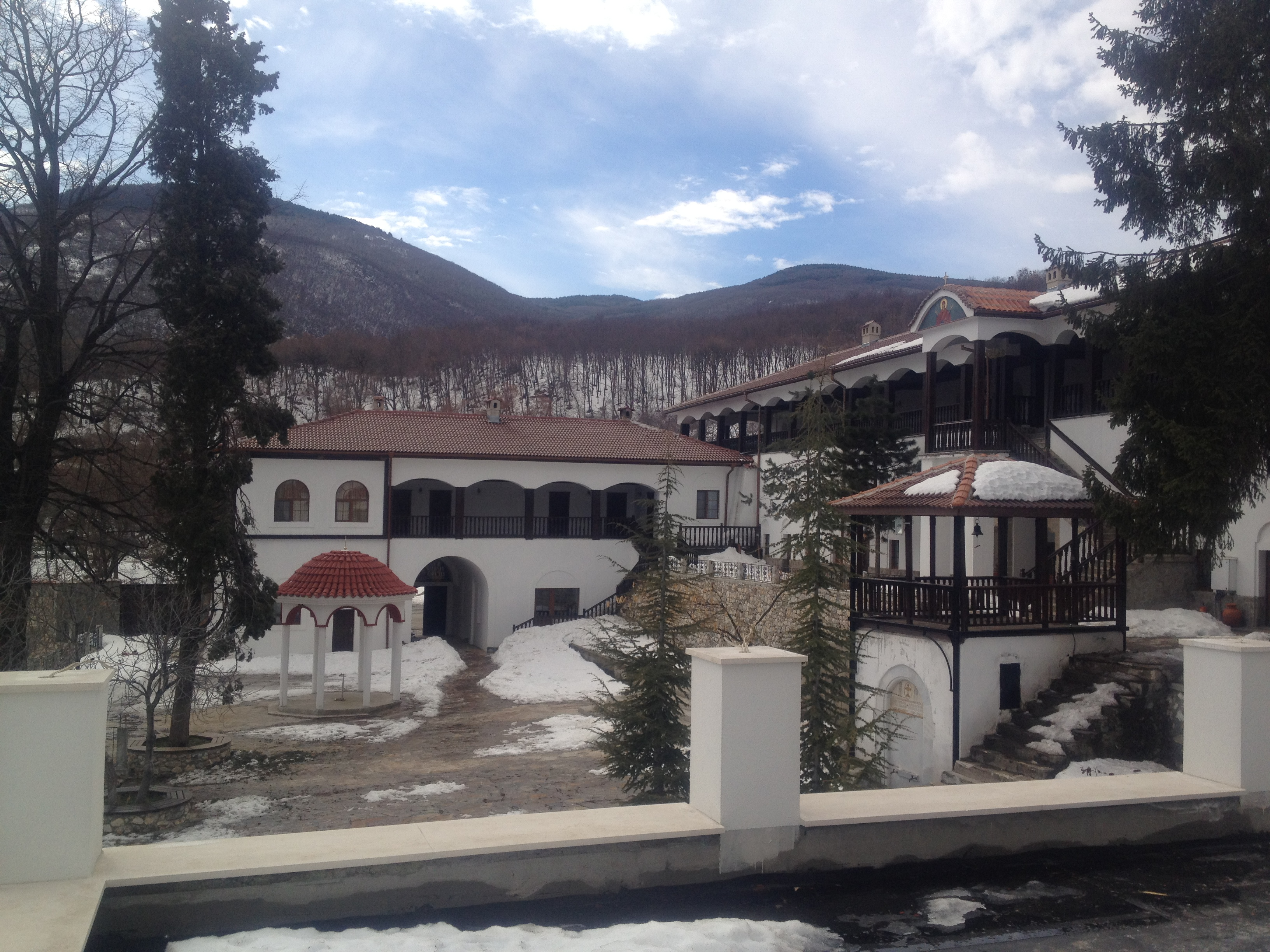
Загальний вигляд

Кукленський монастир — православний монастир у Куклені (Болгарія).

## Розташування
Розташований в 4 км на південний захід від міста Куклен і приблизно в 15 км на захід від Асеновграда, у мальовничих складках долини Чернатиця в Західних Родопах.
Побудований біля джерела з цілющою водою. Цілющі властивості цієї води відомі з часів стародавніх фракійців. Народна назва монастиря — «Свети Врач» («Святий Лікар»). Присвячений святим цілителям Козьмі і Даміану. В монастирі зберігається цінна реліквія — рука Святого Козьми. Також тут є невелика церква, яка вважається однією з найдавніших християнських церков Болгарії.

## Історія
Оригінальною назвою монастиря є «Св. Безсребърници», відповідно до збереженого напису на джерелі. Святі Козьма і Даміян були обрані покровителями монастиря через цілющі здібності, якими вони володіли.
Немає жодної джерела, яке би вказувало на те, коли саме з'явився монастир «Святих Косьми і Даміана». Вперше згадується в XI столітті в документі про Бачковський монастир. На думку деяких дослідників, Кукленський монастир був побудований грузинськими братами Григорієм і Абасі Бакуріані — засновниками Бачковського монастиря.
Найбільш поширеною теорією є така: Кукленський монастир був заснований під час Другого Болгарського царства (XII—XIV ст.) неподалік від цілющого джерела. Воно було відоме ще давнім фракійцям. Його води, за переказами, здатні зцілювати божевілля. Під час правління царя Івана Олександра (1341—1371), монастир славиться своєю літературною школою і культурним впливом.
Згідно з деякими даними, монастир залишався неушкодженим протягом XVII століття під час ісламізації родопських (чепінських) болгар, коли були знищені 33 монастирі і 218 церков між Костенецьком і Станимаком (нині Асеновград). Кукленський монастир охоронявся турецькою владою, оскільки в ньому лікувалися родини османських правителів. За народними переказами, болгарські ченці, яких вигнали турки з Білочерковського монастиря, знаходили тут притулок. Тому не виключено, що тут, після завоювання Болгарії, перебували деякі з учнів Євтімія Тарновського, які супроводжували вчителя, коли він був засланий у сусідній Бачковський монастир. Можливо, з Велико-Тирново вони перевезли до Кукленського монастиря славнозвісний «Иван Александров Песнивец» (відомий також як Кукленський або Софійський псалтир), написаний 1337 р. (тепер зберігається в бібліотеці Болгарської академії наук, яка була відкрита в новітні часи в приміщенні монастирської церкви).
Під час османського правління будівля була зруйнована і двічі закривалася.
Історичні джерела свідчать про активну літературну та просвітницьку діяльність, проведену в Кукленському монастирі навіть у найтемніші століття османського правління. Ще в 16 столітті тут з'явилися як книжкові магазини, відкриті ієромонахами Анані і Сідором, які приїхали сюди з Ґорноводенського монастиря. З часом монастир зріс економічно і став літературним центром, де готувалися граматики, рукописні та книжкові книги. Він прославився не тільки в Болгарії, але і на більш віддалених землях.
Наприкінці XVII — початку XVIII століття святу обитель було відновлено за допомогою патріотичних болгарів із Пловдива. Про її хороший матеріальний статус у цей період свідчило листування, датоване 1632 роком. До кінця XVI ст. монастир також відвідували сербські ченці. Духовні зв'язки також підтримувалися з Афонськими монастирями, з яких Кукленський монастир отримував деякі друковані літургійні книги.
Наприкінці XVII ст. у монастирі сформувалася відома Кукленська художньо-каліграфічна школа, де викладали добре навчені письменники і каліграфи, навчали молодої граматики і красному письменству. Частина рукописної спадщини цієї епохи зберігається в Пловдиві, в Національній бібліотеці ім. Іван Вазова. Найбільш плідним був Крустю Граматик, який, хоч і був світською особою, переписав і проілюстрував у монастирі багато літургійних книг. Це один з кращих болгарських каліграфів періоду османського панування, великий майстер декоративних літер, плетених орнаментів і вишуканих мініатюр. Оздоблення Крустю описується письменником і художником Ніколаєм Райновим у книзі «Орнаментика и букви в славянските ръкописи на Народната библиотека в Пловдив», виданій в Софії в 1925 р.
У епоху Відродження тут також розташовувалася келійне училище. Наприкінці XVIII ст. — на початку ХІХ ст., монастир потрапляє в руки грецьких ченців. Новачки замазують болгарські фрески і малюють на них подібні, але з грецькими написами. У наш час, під час реставрації монастирської церкви, були збережені і експоновані обидві фрески.
В даний час монастир є жіночим. Храмове свято відзначається 1 липня і 1 листопада, коли вшановується пам'ять святих Козьми і Даміана. Святом монастиря, а також міста Куклен, є Петровден (29 червня). Потім відбувається велике зібрання на галявинах навколо монастиря, що триває три дні, коли приїжджають люди з усієї Болгарії. Під час храмового свята 1 липня з церкви виносять чудотворну цілющу ікону святого Іоанна Хрестителя і з нею правлять літургійну ходу.

## Архітектура

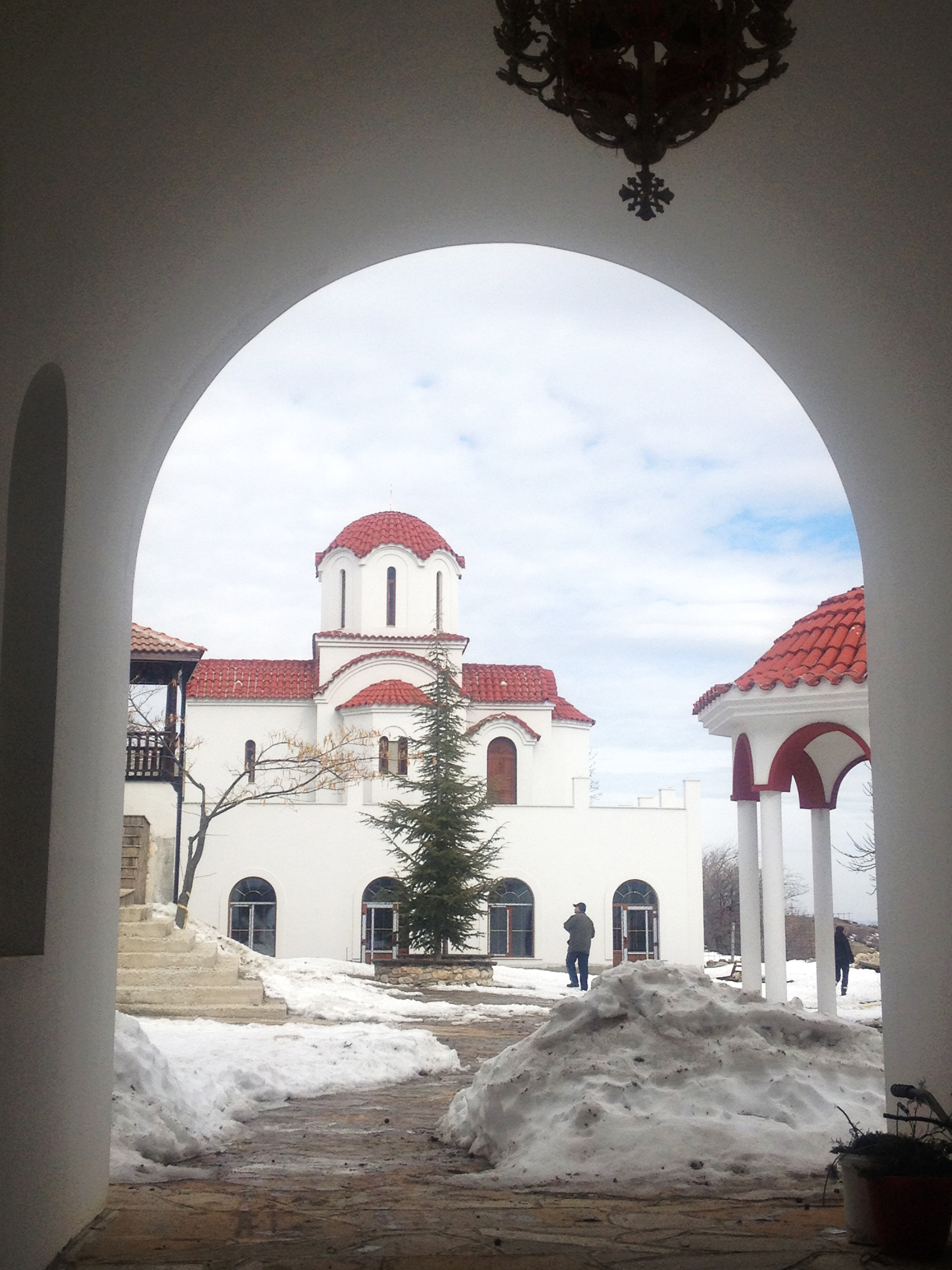
Інший ракурс

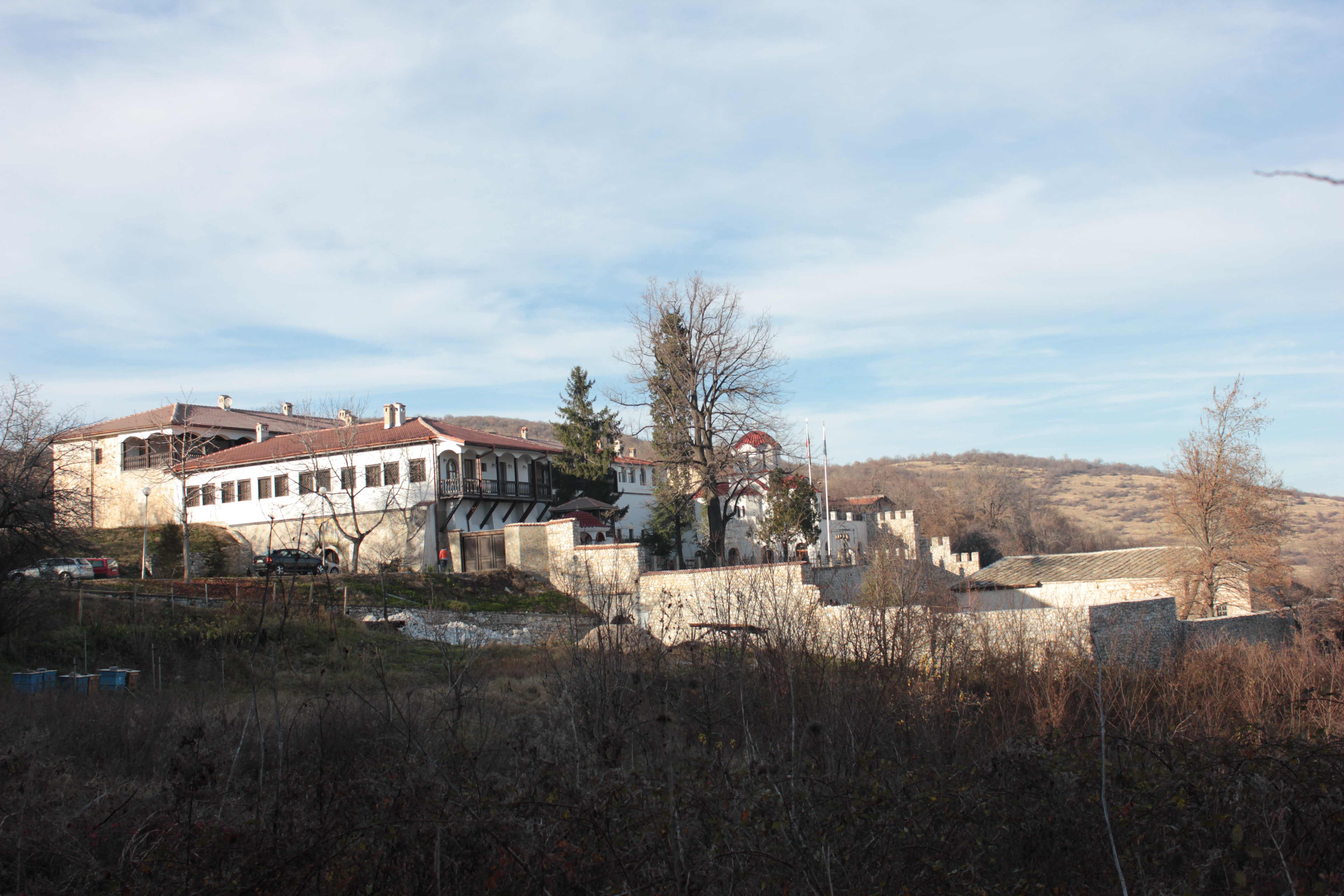
Вид з монастиря

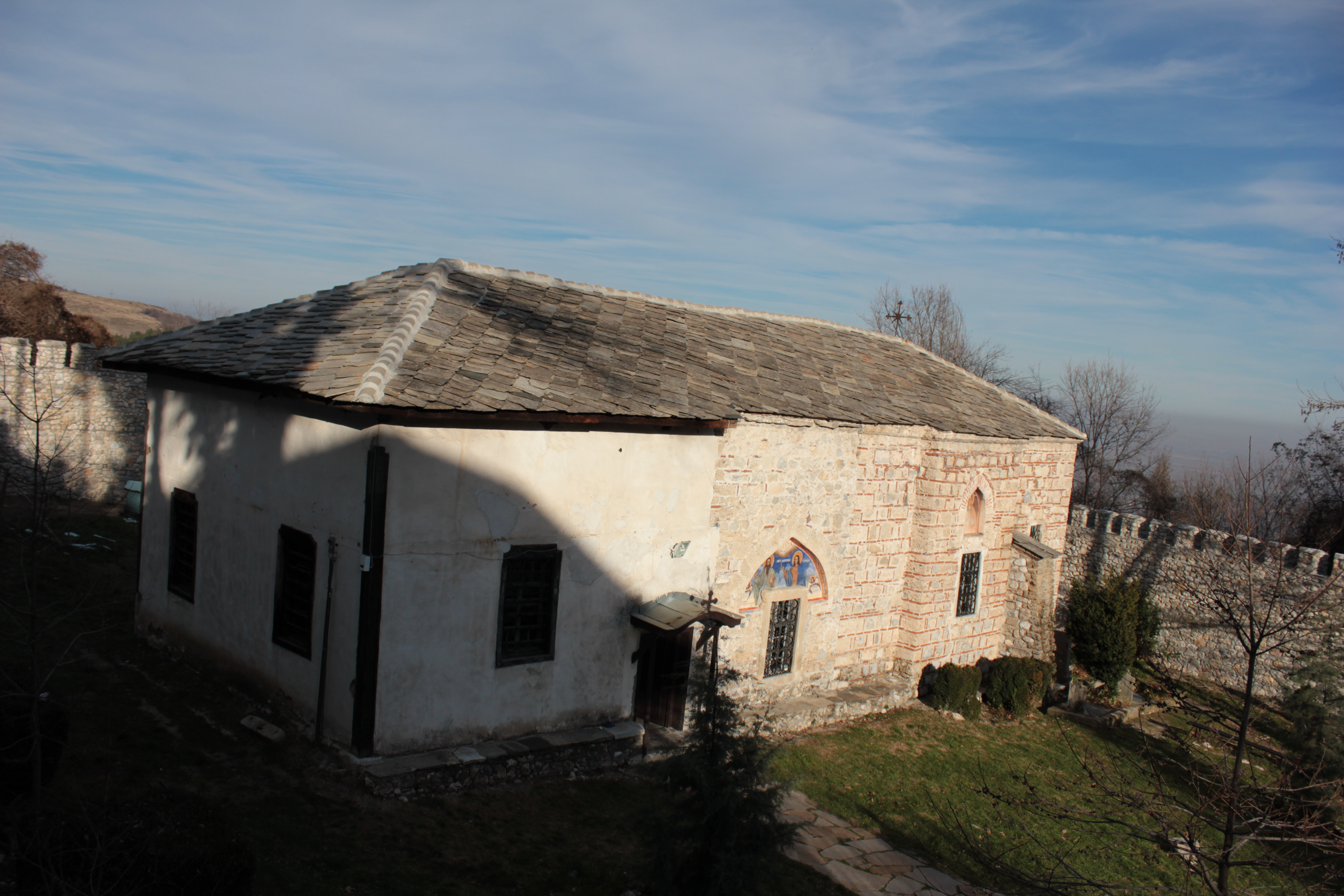
Стара церква

Кукленський монастир — це комплекс житлових і комерційних будівель, 2 церкви — «Святих Козьми і Даміана» (XV століття) і новий храм «Св. Благовіщення»(побудований в 1950-х роках), монастирське джерело.
У стародавньому вигляді від XV—XVI століття монастир зберігався до 1920-х років, після чого послідовно згоріли половина північного і все південне крило. Нині збереглося західне крило і частина північного. У своєму оригінальному дизайні монастир має три рівні, оточений загальним двориком. Найнижчий з них належить до молитовної зони, а господарська зона, що починається звідси, тягнеться до вищого рівня, де знаходиться паломницька зона. Монастирські келії, розташовані у вищій частині, були з'єднані з південною стороною господарського двору. Основне комунікаційне місце знаходиться в центрі монастирського простору. Надзвичайно цінним для болгарської архітектурної історії є західний корпус, який є одним з небагатьох збережених середньовічних монастирів у Болгарії.
Соборна церква «Сятих Козьми і Даміяна» — однонавна, одноапсидна будівля з двома неглибокими конусами — 22×8 м. Вона складається з 2 притворів (притвор і екзопритвор). План церкви нагадує грецький хрест, з великим сліпим куполом, що лежить на вершині всіх наосів, а також загострених османських арок. Вівтар поперечно вигнутий з дзеркальним склепінням, що з'єднується з наосом з величезно аркою. На західній стороні старої церкви є ніші, в яких є вхід і бічні вікна.
Зовнішня архітектурна схема будівлі досить проста. Лише деякі пласкі ніші шляхопроводу створюють певний пластичний різновид фасадів. Якщо дивитися зовні, церква має вражаючий вигляд, але її внутрішній простір надто вузький через масивну будівлю та високий вівтарний бар'єр.
Будівля мала три етапи будівництва. Перший етап (XV ст.)) включає будівництво квадратного наоса, покритого масивним куполом і просторим вівтарем з трьома напівкруглими нішами. Імовірно, у XVIII ст. на захід від наоса був побудований прямокутний нартекс, який з'єднаний з наосом трьома отворами, що закінчуються загостреними арками. У XIX ст. до будівлі церкви було додано велику зовнішню спальну передпокою.
Весь внутрішній інтер'єр церкви був покритий фресками. Пояснювальні тексти до фресок написані давньоболгарською мовою, що є свідченням впливу болгарської церкви в монастирі в цей період.
Оздоблювальні фрески церкви також датується декількома періодами. Найдавніші фрески зображають сцену «Страшного суду» на східній стіні притвору, а також образ святого Архангела Михаїла (XVI століття) в південній ніші. Переважаючий шар фресок датується 1862 р., коли на монастир впливала грецька церква. Потім старі фрески храму, разом зі староболгарськими написами, були оштукатурені вапном і покриті новими, менш художніми фресками. Існують настінні розписи XIX століття, які відносяться до школи народнихх примітивів.
У іконостасі кукленської церкви використовувалося багато старих ікон, які є цінними творами болгарського іконопису. Особливий інтерес представляє ікона "Св. 40 мучеників ", яка сьогодні зберігається в Національній художній галереї.

## Джерело
Великим і широко відомим багатством монастиряє цілюще джерело. Ставлення до цілющої священної води виражається у написі, висіченому на мармуровій плиті в Кукленському монастирі, що у вільному перекладі звучить як: «Целебен извор на „Св. Безсребърници“». Жива вода дає сили душам і плекає тіла тих, хто приходить до джерела зі своєю вірою і притягує воду для зцілення. Люди вірять, що вона очищена зцілює організм від всіх хвороб. Смиренний Ігнатії, настоятель монастиря «Св. Безсребърници» 1 вересня 1795 написав у спогадах: «Це єдина свята вода на відкритому повітрі, вона цілюща і найбільше допомагає в оздоровленні нервової системи. Сюди приходили люди з вадами: сліпі прозрівали, кульгаві йшли, безперечно доводячи, що тому, хто просить з вірою в серці, буде дано.»
Іншою цікавинкою Кукленського монастиря є залізні окови, розташовані в притворі монастирської церкви. Їх було дванадцять, з яких залишилося лише одне. Колись душевно хворі були прикуті до підлоги. І залишалися вночі в церковному притворі. Вранці над ними співали молитви монахи, а потім їх вели до святого джерела, де їх обливали водою. На початку лікування обливанням відбувалося наступним чином: Чернець наливав воду на душевно хворого, рахуючи: 1 — 2. На наступний день процедуру повторювли, але цього разу рахували: 1-2-3. Лікування тривало аж до того моменту, коли число доходило до 2000.